# Bruggeld
Bruggeld is een heffing die vaartuigen moeten betalen bij passeren van gemeentelijke bruggen en sluizen. Meestal staat het tarief op de brug vermeld. 
Vanouds gebruikt de brugwachter vaak een oude klomp die aan een hengel wordt neergelaten en waarin de schipper het geld gooit. 
Passage over het water van provinciale bruggen en sluizen is gratis.